# Laurypta tripotini
Laurypta tripotini är en tvåvingeart som beskrevs av Loïc Matile 2000. Laurypta tripotini ingår i släktet Laurypta och familjen platthornsmyggor. Inga underarter finns listade i Catalogue of Life.